# Chia (criptovaluta)
Chia è una criptovaluta in cui il mining (nella chiasphere, farming) si basa sull'algoritmo di consenso Proof of Space and Time (PoST) ovvero sulla quantità di spazio di archiviazione su disco rigido ad esso dedicato piuttosto che sulla potenza di elaborazione come con le criptovalute Proof of Work come Bitcoin ed Ethereum. La piattaforma è stata creata da una società con sede in California chiamata Chia Network Inc. La Chia Network è stata fondata nel 2017 dal programmatore di computer americano Bram Cohen, autore del protocollo BitTorrent. Nel maggio 2021, Chia Network ha raccolto un investimento di 61 milioni di dollari, valutando l'azienda in circa 500 milioni di dollari. Lo stesso mese, la società ha annunciato l'intenzione di condurre un'IPO prima della fine del 2021, tuttavia a marzo 2022 l'IPO non è ancora avvenuta.

## Farming di Chia
Il farming in Chia (ovvero la coltivazione/raccolta della criptovaluta) può essere pensato come ad un modo per dimostrare che si sta riservando parte della memoria libera sul proprio disco rigido. I Peers della blockchain “seminano” lo spazio dei loro hard-disk installando dei client. Tali software vengono utilizzati per memorizzare una collezione di numeri crittografici sul disco chiamati plots.
Quando la blockchain trasmette una  sfida per il blocco successivo, tutti i farmers (gli agricoltori della rete) possono scansionare i loro plots per verificare la collisione dell’hash. In altri termini è come aver installato sulla propria macchina un biglietto della lotteria virtuale ed è necessario verificare se il numero (hash) in nostro possesso corrisponde al numero sorteggiato. A differenza di altre criptovalute, il funzionamento di Chia non produce uno spreco di potenza o di energia importante.

## Carenza di archiviazione dei dati del computer
In Cina l'accumulo di scorte prima del lancio di maggio 2021 ha portato a carenze e ad un aumento del prezzo delle unità disco rigido (HDD) e delle unità a stato solido (SSD). Sono state segnalate carenze anche in Vietnam. Il produttore di dischi rigidi Seagate ha dichiarato nel maggio 2021 che l'azienda stava ricevendo ordini forti e che il personale stava lavorando per "adattarsi alla domanda del mercato". Nel maggio 2021 Gene Hoffman, presidente di Chia Network, ha ammesso che "abbiamo in qualche modo distrutto la catena di approvvigionamento a breve termine" per i dischi rigidi. Sono state anche sollevate preoccupazioni sul processo di farming che distrugge le unità.